# Sichuan Guancheng
Sichuan Guancheng Football Club (chiń.四川冠城) – chiński klub piłkarski, mający siedzibę w mieście Chengdu. Został rozwiązany w 2006 roku.

## Historia nazw
- 1953–1993: Sichuan FC 四川足球队
- 1994–1998: Sichuan Quanxing 四川全兴
- 1999: Sichuan Quanxing Langjiu 四川全兴郎酒
- 2000: Sichuan Quanxing Shuijingfang 四川全兴水井坊
- 2001: Sichuan Shangwutong 四川商務通
- 2002: Sichuan Dahe 四川大河
- 2003–2005: Sichuan Guancheng 四川冠城

## Stadion

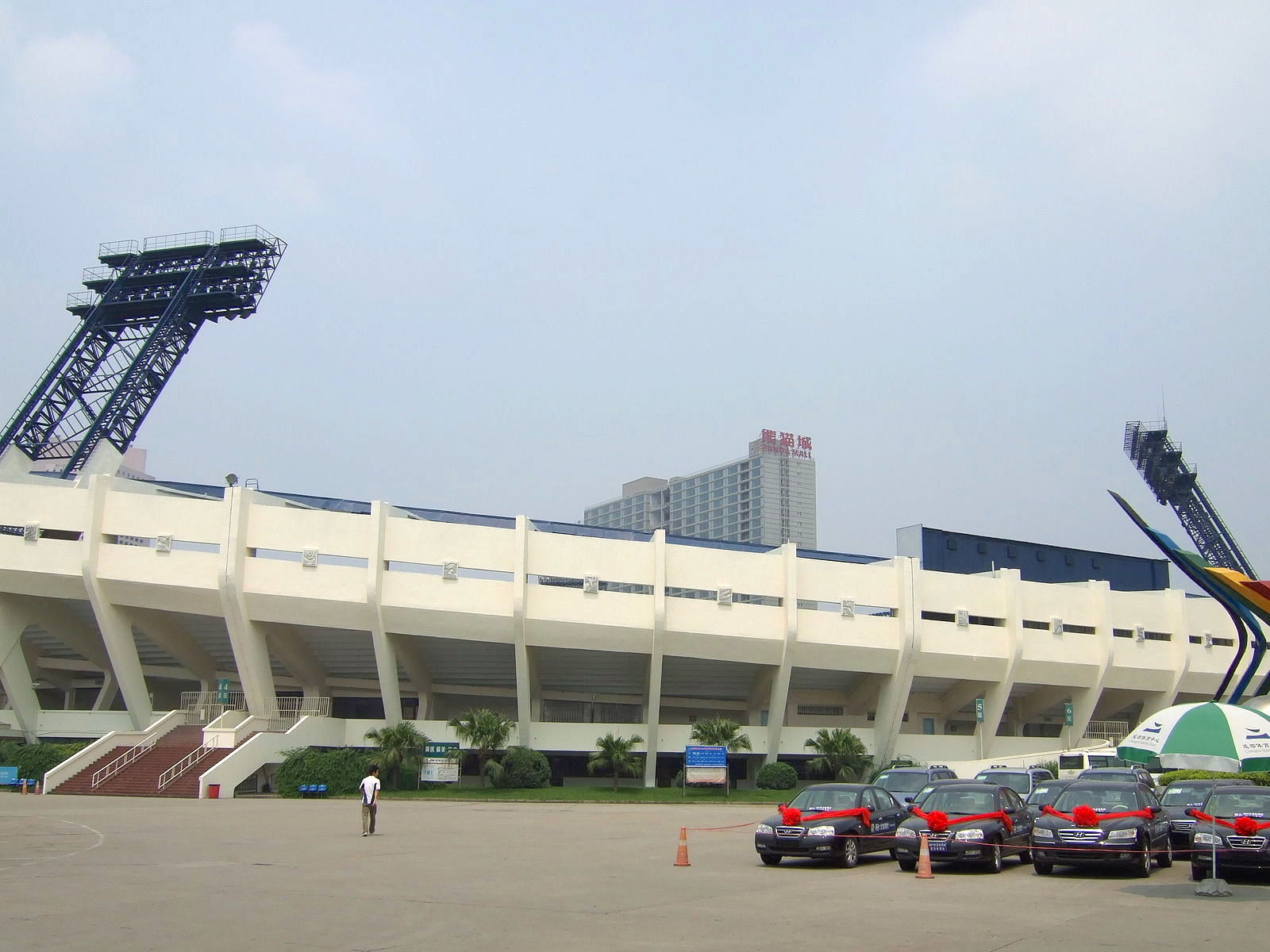
Chengdu Sports Center w 2007 roku

Domowe mecze klub rozgrywał na stadionie Chengdu Sports Centre w Chengdu, który mógł pomieścić 39 225 widzów.

## Sukcesy

### Ligowe
- Jia B/China League One

wicemistrzostwo (1) : 1978

## Historia występów w pierwszej lidze
| Sezon | Pozycja | M  | Pkt. | Z  | R  | P  | GZ | GS |
| ----- | ------- | -- | ---- | -- | -- | -- | -- | -- |
| 1994  | 6.      | 22 | 23   | 8  | 7  | 7  | 31 | 24 |
| 1995  | 10.     | 22 | 22   | 6  | 4  | 12 | 28 | 31 |
| 1996  | 6.      | 22 | 30   | 7  | 9  | 6  | 22 | 23 |
| 1997  | 7.      | 22 | 27   | 6  | 9  | 7  | 30 | 27 |
| 1998  | 5.      | 26 | 34   | 8  | 10 | 8  | 32 | 34 |
| 1999  | 3.      | 26 | 45   | 12 | 9  | 5  | 38 | 20 |
| 2000  | 3.      | 26 | 44   | 12 | 8  | 6  | 33 | 21 |
| 2001  | 4.      | 26 | 47   | 14 | 5  | 7  | 36 | 29 |
| 2002  | 14.     | 28 | 28   | 7  | 7  | 14 | 39 | 55 |
| 2003  | 8.      | 28 | 37   | 9  | 10 | 9  | 41 | 42 |
| 2004  | 9.      | 22 | 23   | 4  | 11 | 7  | 29 | 37 |
| 2005  | 9.      | 26 | 29   | 8  | 5  | 13 | 28 | 45 |

## Reprezentanci kraju grający w klubie
Stan do rozwiązania zespołu.
| - Miroslav Bičanić - Chen Dong - Feng Xiaoting - Gao Jianbin - Jiang Kun - Li Bing - Liu Yu - Ma Mingyu - Daniel Nannskog - Miodrag Pantelić - Gordan Petrić | - Song Zhenyu - Wang Anzhi - Wang Peng - Wang Song - Wei Qun - Yan Feng - Yao Xia - Zhang Yaokun - Zhao Xuri - Qi Zhu - Zou Yougen |

## Trenerzy klubu
- Miloš Hrstić (1998)
- Chi Shangbin (1998)
- Edson Tavares (1999)
- Miloš Hrstić (2000)
- Bob Houghton (2001)
- Xu Hong (2003–2004)